# Antonín Mánes
Antonín Mánes (Praga, 3 novembre 1784 – Praga, 23 luglio 1843) è stato un pittore ceco.

## Biografia

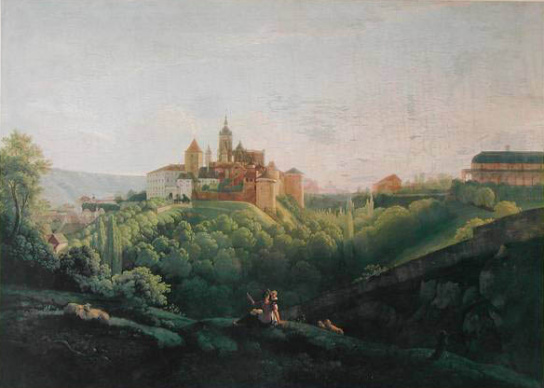
Castello di Praga (data ignota)

Mánes nacque e morì a Praga, allora parte dell'Impero Austriaco all'epoca della sua morte. Era figlio di un mugnaio; era autodidatta perché la sua famiglia non poteva permettersi di farlo studiare al Liceo artistico. Per un certo periodo guadagnò qualche soldo in più lavorando come pittore in una fabbrica di porcellane.
Fu solo nel 1806 che poté frequentare l'Accademia di Belle Arti, dove venne fortemente influenzato dal suo insegnante, Karel Postl. Nel 1836 divenne infine professore di pittura del paesaggio all'Accademia. Tra i suoi studenti più noti figurano Eduard Herold e Johann Kautsky.
Infine, passò dalla pittura di paesaggi idealizzati ad un approccio più romantico, amavando molto gli antichi maestri. Anche i suoi figli Josef e Quido e sua figlia Amalie divennero pittori.